# Zagrebački električni tramvaj
Zagrebački električni tramvaj (skr. ZET) trgovačko je društvo zaduženo za organizaciju putničkoga prijevoza u javnome gradskom prometu na području Grada Zagreba i ostalih dijelova Zagrebačke županije (područje grada Zaprešića, Velike Gorice i okolnih općina). Prijevoz putnika ZET obavlja tramvajima, klasičnim, zglobnim i malim autobusima različitih proizvođača i izrade i uspinjačom te žičarom. Također, ZET organizira prijevoz školske djece i prijevoz osoba s invaliditetom posebno opremljenim kombijima i prijevoz turista turističkim autobusima isključivo u ljetnim mjesecima posebno prerađenim autobusima prilagođenim turistima s ugrađenim virtualnim vodičem na osam jezika. U izravnom je vlasništvu Grada Zagreba.

## Povijest
Tvrtka se prvotno zvala Zagrebački električni tramway, a bila je podružnica Gradske štedionice.
- 1910. – osnivanje ZET-a
- 1910. – elektrifikacija tramvajskog sustava
- 1931. – autobusni promet postaje sestrinska podružnica ZET-a pod Gradskom štedionicom
- Dana 9. rujna 1946. odlukom skupštine Gradskog narodnog odbora sve tri podružnice Gradske štedionice – Zagrebački električni tramvaj, Zagrebački autobuspromet i Gradska uspinjača – sjedinjuju se u »državno privredno poduzeće« pod imenom Zagrebački električni tramvaj.[3]
- 1951. – u promet pušten tramvaj TMK 101
- 1963. – u promet puštena stara sljemenska žičara
- 2005. – u promet pušten niskopodni tramvaj TMK 2200
- 2022. – u promet puštena sljemenska žičara[4]

## Linije
Prometovanje ZET-a odvija se na 171 liniji od kojih su:
- 15 dnevnih tramvajskih linija
- 4 noćne tramvajske linije
- 147 autobusnih linija (115 gradskih i 32 prigradske)
- 3 izvanredne autobusne linije (zamjena tramvaja)
- 4 noćne autobusne linije (2 gradske i 2 prigradske linije)
- 1 linija uspinjače
- 1 linija žičare

## Naplata prijevoza na području grada Zagreba
Vrste karata prilagođene su putnicima koji se prijevozom koriste svakodnevno, ali i onima koji tek povremeno putuju vozilima ZET-a.
U ZET-ovom tarifnom sustavu koriste se sljedeće vrste putnih karata:
- Pretplatna karta
- Vrijednosna i višednevna karta
- Pojedinačna karta

Određene dobne i socijalne skupine ostvaruju pravo na besplatan prijevoz koji financira Grad.
Karte u tramvajima i autobusima povremeno pregledavaju kontrolori, u civilu ili u uniformama. Kontrolor mora pokazati identifikacijsku iskaznicu prilikom kontrole. Kazna za putnika bez valjane karte iznosi 66,36 – 106,81 €.

### Pretplatna karta
Namijenjena je ponajprije putnicima koji svakodnevno koriste javni prijevoz. Kupuju se mjesečno ili godišnje. Iako je zamijenila nekadašnji mjesečni ili godišnji pokaz, Zagrepčani je još uvijek zovu starim imenom.

#### Godišnja pretplatna karta
| Vrsta kupona   | Cijena   | Cijena ZET+HŽ |
| -------------- | -------- | ------------- |
| Opći kupon     | 461,88 € | 636,96 €      |
| Osnovnoškolski | 115,47 € | 318,48 €      |
| Srednjoškoski  | 127,41 € | 318,48 €      |
| Studentski     | 127,41 € | 318,48 €      |
| Umirovljenički | 127,41 € | 318,48 €      |

#### Mjesečna pretplatna karta
| Vrsta kupona   | Cijena  | Cijena ZET+HŽ |
| -------------- | ------- | ------------- |
| Opći kupon     | 47,78 € | 53,09 €       |
| Osnovnoškolski | 11,95 € | 26,54 €       |
| Srednjoškoski  | 13,27 € | 26,54 €       |
| Studentski     | 13,27 € | 26,54 €       |
| Socijalni      | 13,27 € | 26,54 €       |
| Umirovljenički | 13,27 € | 26,54 €       |

### Vrijednosna i višednevna karta
Namijenjena je za putnike koji povremeno koriste javni prijevoz. Dolazi u obliku elektroničke kartice, vrijedi za obje zone, sve smjerove i prenosiva je na druge korisnike, a moguća je i kupnja karti za više osoba. Sredstva na kartici se nadoplaćuju na prodajnim mjestima ZET-a i partnerima u biranom iznosu do 132,72 €.
Višednevna karta vrijedi za 1. zonu i može se kupiti samo na prodajnim mjestima ZET-a.
Prilikom ulaska u vozilo, na zaslonu uređaja za registraciju potrebno je unaprijed odabrati kupnju određene karte te prisloniti karticu. Ako se kartica prisloni na uređaj bez prethodnog odabira karte, automatski se kupuje karta od 90 minuta. Prilikom presjedanja, za registraciju je dovoljno samo prisloniti karticu na uređaj u drugom vozilu.
| Trajanje  | Cijena  |
| --------- | ------- |
| 30 minuta | 0,53 €  |
| 60 minuta | 0,93 €  |
| 90 minuta | 1,33 €  |
| 3 dana    | 9,29 €  |
| 7 dana    | 19,91 € |
| 15 dana   | 26,54 € |
| 30 dana   | 53,09 € |

### Pojedinačne karte
Namijenjene su za putnike koji povremeno ili rijetko koriste javni gradski prijevoz. Za razliku od vrijednosne karte, vrijedi isključivo za vožnju u jednom smjeru i treba se poništiti prilikom ulaska u vozilo. Valjanost na području prve tarifne zone ovisi o vrsti karte (30, 60 ili 90 minuta). U svakoj sljedećoj zoni papirnata karta vrijedi 30 minuta.

#### Papirnata karta
Može se kupiti na prodajnim mjestima ZET-a i ugovornih partnera ili u vozilu kod vozača po većoj cijeni.
Do početka 2017. godine uvedena je pojedinačna karta koja vrijedi na području prve zone u trajanju od 30 minuta, a 2019. godine uvedena je i pojedinačna karta koja vrijedi na području prve zone u trajanju od 60 minuta
| Trajanje     | Zona   | Cijena van vozila | Cijena u vozilu |
| ------------ | ------ | ----------------- | --------------- |
| 30 minuta    | 1 zona | 0,53 €            | 0,80 €          |
| 60 minuta    | 1 zona | 0,93 €            | 1,33 €          |
| 90 minuta    | 1 zona | 1,33 €            | 1,99 €          |
| Noćna karta  | /      | 1,99 €            | 1,99 €          |
| Dnevna karta | /      | 3,98 €            | 3,98 €          |

#### Digitalna karta
Uvedena 2024., može se kupiti na mobilnoj aplikaciji MojZET te skenirajem QR koda ili NFC tehnologijom u vozilu uz vrata. Aplikacija je dostupna na Google Play trgovini i App Storeu.
| Trajanje     | Zona   | Cijena digitalne karte |
| ------------ | ------ | ---------------------- |
| 30 minuta    | 1 zona | 0,53 €                 |
| 60 minuta    | 1 zona | 0,93 €                 |
| 90 minuta    | 1 zona | 1,33 €                 |
| 180 minuta   | 2 zone | 2,65 €                 |
| Dnevna karta | /      | 3,98 €                 |

#### Karta za uspinjaču
| Vrsta        | Cijena |
| ------------ | ------ |
| jednosmjerna | 0,66 € |
| hitna vožnja | 3,32 € |

## Sustav zona i tarifnih područja
Prometna mreža ZET- a podijeljena je u dvije zone. Tramvajski promet organizira se isključivo na području prve tarifne zone, a još od 1. siječnja 2006. godine, prema odluci tadašnjeg Gradskog poglavarstva, cjelokupno područje Grada Zagreba i jest prva tarifna zona i to za sve vrste voznih karata.
1. zona (gradska autobusna linija):
- Grad Zagreb

2. zona (prigradska autobusna linija):
- Grad Zaprešić
- Grad Velika Gorica (uključujući Zračnu luku „Franjo Tuđman”)
- Općina Bistra
- Općina Luka
- Općina Stupnik

Za putnike koji koriste mjesečne ili godišnje karte ZET-a sustav prometnih područja dijeli se na četiri područja čije su granice određene granicama gradova i općina u koje se proteže prometno područje, a obilježena su kao:
- ZG – prometno područje Grada Zagreba
- VG – prometno područje Grada Velike Gorice
- ZB – prometno područje Grada Zaprešića i općina Bistra i Luka
- ST – prometno područje općine Stupnik

## Tramvajski sustav
Tramvajski promet sa svojih 19 linija glavni je oblik javnog prijevoza u Zagrebu.
- Dnevne tramvajske linije: 1 Zapadni kolodvor – Borongaj • 2 Črnomerec – Savišće • 3 Ljubljanica – Savišće • 4 Savski most – Dubec • 5 Prečko – Park Maksimir • 6 Črnomerec – Sopot • 7 Savski most – Dubrava • 8 Mihaljevac – Zapruđe • 9 Ljubljanica- Borongaj • 11 Črnomerec – Dubec • 12 Ljubljanica – Dubrava • 13 Kvaternikov trg – Žitnjak • 14 Mihaljevac – Zapruđe • 15 Mihaljevac – Gračansko dolje • 17 Prečko – Borongaj [7]

- Noćne tramvajske linije: 31 Črnomerec – Savski most • 32 Prečko – Borongaj • 33 Mihaljevac – Savišće • 34 Ljubljanica – Dubec [8]

## Vozni park
Vozni park ZET-a završetkom 2024. godine sastojao se od:
- 472 gradska autobusa, prosječne starosti 10,66 godinu
- 272 putnička tramvaja, prosječne starosti 27,65 godina, od čega 169 niskopodnih
- 84 gondole Žičare Sljeme
- 2 uspinjače
- 31 vozila za prijevoz osoba s invaliditetom
- 21 školskog autobusa
- 4 turistička tramvaja
- 6 turističkih autobusa
- 2 turistička vlakića
- 12 turističkih elektro vozila.

- Tramvaj TMK 2200
- Mercedes Citaro G
- MAN Lion's City
- MAN Lion's City 12C NL360
- MAN Lion's City
- Iveco Urbanway
- Iveco Crossway
- Iveco Daily Minibus
- Mercedes Sprinter
- Uspinjača

## Vanjske poveznice
- Zagrebački holding d.o.o. – Podružnica Zagrebački električni tramvaj
- – Vrste karata
- – Cijene karata na području grada Zagreba
- – Vozni park  Arhivirana inačica izvorne stranice od 30. prosinca 2016. (Wayback Machine)
- Zagrebački električni tramvaj Hrvatska tehnička enciklopedija, portal hrvatske tehničke baštine. LZMK

- Službena web stranica moj.zet.hr
- Službena aplikacija Moj ZET na Google Play trgovini
- Službena aplikacija Moj ZET na App Storeu